# Richard Oswald

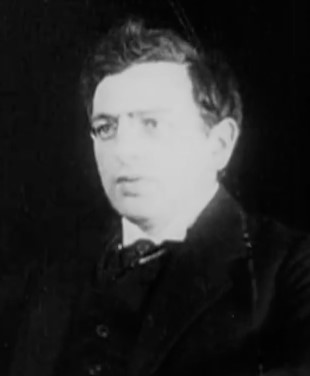
Richard Oswald, 1914

Richard Oswald (eigentlich: Richard W. Ornstein, manchmal fälschlicherweise Ostwald; * 5. November 1880 in Wien; † 11. September 1963 in Düsseldorf) war ein österreichischer Filmregisseur und Drehbuchautor. Zu seinen bekanntesten Filmen gehören Anders als die Andern (1919), Frühlings Erwachen (1929), Der Hauptmann von Köpenick (1931), Sturm über Asien (1938) und I Was a Criminal (1941/45).

## Leben
Sein Vater war der Kaufmann und strenggläubige Jude Alois Ornstein, seine Mutter dessen Ehefrau Fanny, geborene Bruck, eine Schwägerin von Arthur Kahane. Oswald studierte ab 1896 an der Wiener Dramatischen Hochschule. Seinen Künstlernamen entlehnte er einer Figur aus Henrik Ibsens Gespenster.
Wie viele Regisseure kam auch Oswald vom Theater zum Film. Er gab 1899 sein Bühnendebüt am Süddeutschen Novitäten-Ensemble in Berchtesgaden und kam im darauffolgenden Jahr nach Znaim. Dort lernte Oswald seinen Kollegen Bernd Aldor kennen, den er später, während des Ersten Weltkriegs, mehrfach mit Hauptrollen vor die Kamera holen sollte. Über Preßburg ging er 1907 an das Wiener Raimundtheater und 1909 an das Theater in der Josefstadt, wo er auch als Dramaturg und Regisseur arbeitete. 1910 ging er an das Düsseldorfer Schauspielhaus. Hier lernte er die Schauspielerin Käte Waldeck kennen und heiratete sie 1913 in Berlin. Dort kam als erstes Kind die Tochter Ruth zur Welt. Oswald trat am Neuen Volkstheater an einer kleinen Theaterbühne auf und führte dort auch Regie.

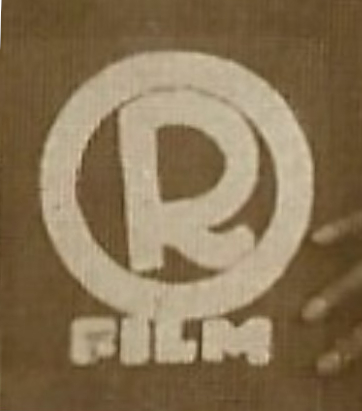
Logo „R-O-Film“, um 1917

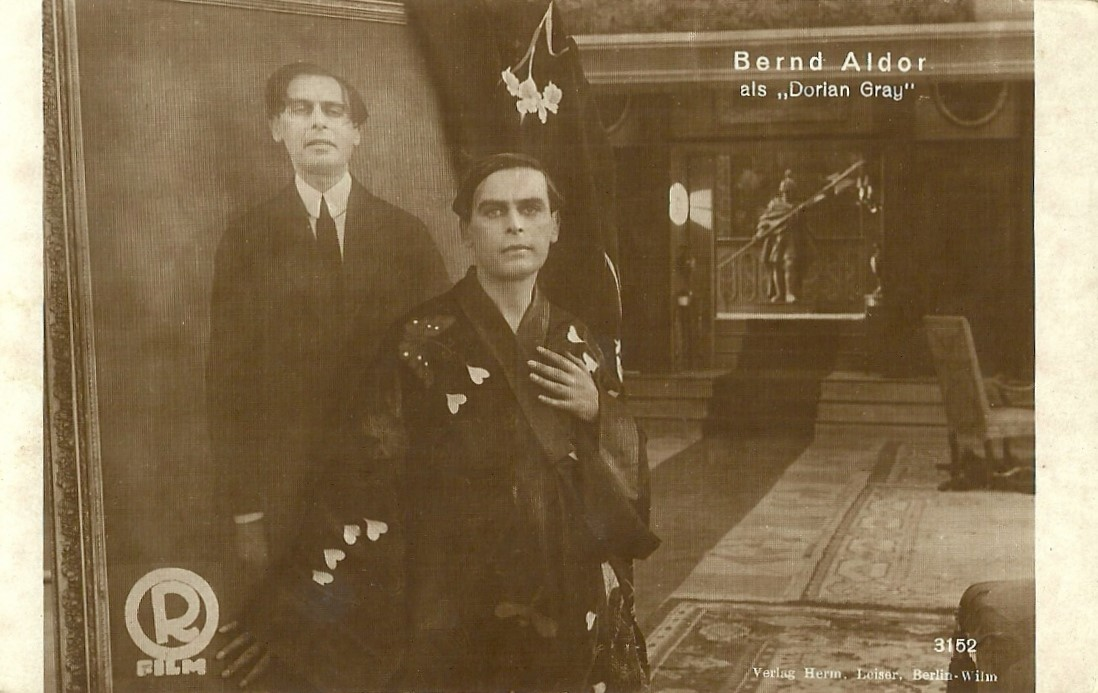
Logo „R-O-Film“ für den 1917 produzierten Stummfilm Das Bildnis des Dorian Gray (mit Bernd Aldor in der Hauptrolle; Verlag Herm. Leiser)

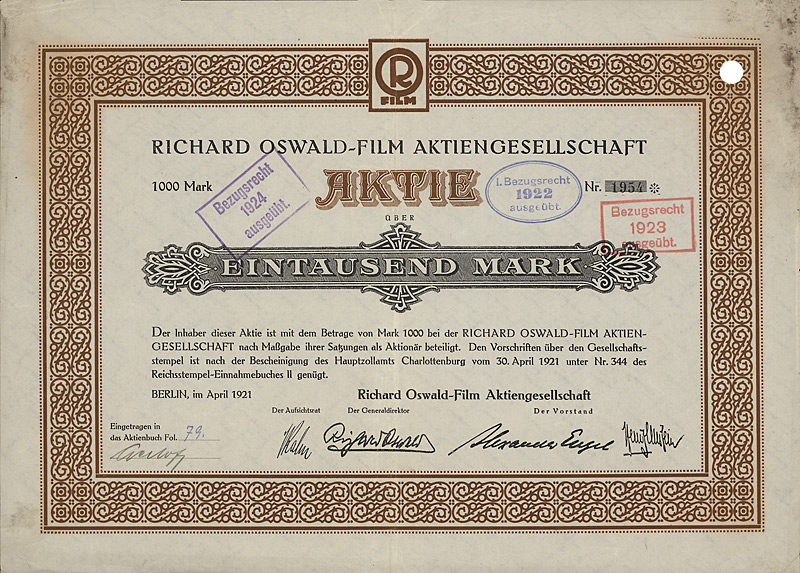
Aktie über 1000 Mark der Richard-Oswald-Film AG vom April 1921

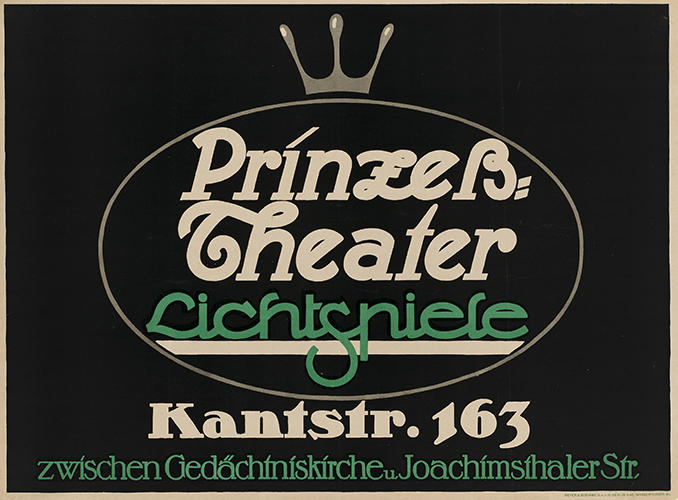
Das ehemalige Prinzeß-Theater in der Kantstraße 163 in Berlin, das Oswald von 1919 bis 1926 als „Richard-Oswald-Lichtspiele“ betrieb; Plakat von 1911, anonymer Künstler

Sein Jugendfreund Hermann Fellner engagierte ihn 1914 als Dramaturgen und Reklamefachmann für die Filmfirma Vitascope GmbH. Nach dem Ausbruch des Ersten Weltkrieges erhielt der wehruntaugliche Oswald auch die Gelegenheit, selbst Filme zu inszenieren. Oswalds erste Filmregie war der Film Iwan Koschula von 1914. Sein im Oktober 1914 fertiggestellter Film Das eiserne Kreuz wurde wegen pazifistischer Tendenzen beschlagnahmt und verboten. Im Jahr 1916 gründete Oswald seine eigene Produktionsgesellschaft, die Richard Oswald-Film GmbH. Er probierte sich in fast allen Genres aus. Richard Oswald arbeitete mit Werner Krauß, Lupu Pick und Reinhold Schünzel zusammen und entdeckte Lya de Putti und Conrad Veidt für den Film.
Oswald gilt als der Begründer des sogenannten Sitten- oder Aufklärungsfilms. Unter Beteiligung des Sexualforschers Magnus Hirschfeld widmete er sich gegen Ende des Ersten Weltkrieges tabuisierten Themen und strafbewehrten Handlungen; Schwangerschaftsabbruch (§ 218 StGB) und Verbreitung von Geschlechtskrankheiten in Es werde Licht! (1917/18) und Homosexualität (§ 175 StGB) in Anders als die Andern (1919).
Unmittelbar nach Ende des Ersten Weltkriegs begann Oswald mit dem Aufbau eines Filmkonzerns. Im Januar 1919 gründete er den Richard Oswald Filmverleih und erwarb im Juli das Prinzeß-Theater in der Kantstraße 163 in Berlin, das er bis 1926 als „Richard-Oswald-Lichtspiele“ fortführte. Mit Unheimliche Geschichten drehte Oswald einen frühen Vertreter des Horrorfilms. 1921 gründete er die Richard Oswald Film AG, bei der er neben Heinz Ullstein und dem Kaufmann Alexander Engel Vorstandsmitglied war. In der Folge brachten einige Großproduktionen nicht den gewünschten kommerziellen Erfolg. 1926 leitete der Vorstand die Liquidation ein.
Im Januar 1922 war Oswald Mitgründer bei der Conrad Veidt-Film GmbH und der Heinz Ullstein Film GmbH und gründete im März gemeinsam mit Leopold Jessner die Leopold Jeßner-Film GmbH.
Im September 1925 gründete er die Richard Oswald Produktion GmbH.
Zusammen mit Heinrich Nebenzahl gründete er im Januar 1926 die Nero Film GmbH, stieg jedoch schon nach drei Monaten aus der Firma aus.
Der erste Tonfilm von Oswald, Wien, du Stadt der Lieder (1930), wurde ein Publikumserfolg. Oswald schaffte den Sprung ins Tonfilmzeitalter. Es folgten einige weitere kommerziell erfolgreiche Filme.
Richard Oswald war Jude. Die Machtergreifung der Nationalsozialisten beendete seine Karriere in Deutschland. Oswald emigrierte mit seiner Frau und den beiden Kindern Ruth und Gerd 1933 über Österreich, Frankreich, die Niederlande und England im November 1938 in die USA. In der Emigration realisierte er nur noch unregelmäßig Filme. Beachtung fand vor allem sein mit großer Verspätung (1945) uraufgeführter, 1941 entstandener Film I Was a Criminal, eine ebenso interessante wie eigenwillige Variation des Hauptmann-von-Köpenick-Stoffes mit Albert Bassermann in der Hauptrolle, den Oswald bereits 1931 erstmals mit großem Erfolg in Berlin verfilmt hatte. Oswalds letzter Kinofilm wurde 1949 The Lovable Cheat.
1962 besuchte Oswald seine Verwandten in Düsseldorf und fuhr weiter nach Rom zu seinem Sohn Gerd, der gerade einen Film drehte. Gerd arbeitete als Filmregisseur und -produzent. In Rom erkrankte Richard Oswald schwer und kehrte mit seiner Frau nach Düsseldorf zurück. Am 11. September 1963 starb Richard Oswald in Düsseldorf.

## Auszeichnungen
- 1957: Verdienstkreuz I. Klasse des Verdienstordens der Bundesrepublik Deutschland

## Filmografie
- 1914: Ein seltsamer Fall (nur Drehbuch)
- 1914: Ivan Koschula
- 1914: Die Geschichte der stillen Mühle
- 1914: Lache, Bajazzo!
- 1914: Das eiserne Kreuz (nie aufgeführt)
- 1915: Die Sage vom Hund von Baskerville
- 1915: Der Hund von Baskerville, III. Teil: Das unheimliche Zimmer
- 1915: Der Hund von Baskerville, IV. Teil: Der geheimnisvolle Hund
- 1915: Und wandern sollst du ruhelos …
- 1915: Dämon und Mensch
- 1915: Die verschleierte Dame
- 1915: Hampels Abenteuer
- 1915: Das Laster
- 1915: Schlemihl
- 1915: Der Fund im Neubau
- 1916: Hoffmanns Erzählungen
- 1916: Die Rache der Toten
- 1916: Die silberne Kugel
- 1916: Seine letzte Maske
- 1916: Das unheimliche Haus
- 1916: Freitag, der 13. Das unheimliche Haus, 2. Teil
- 1916: Der chinesische Götze
- 1916: Zirkusblut
- 1917: Das Bildnis des Dorian Gray (Regie, Drehbuch, Produktion)
- 1917: Des Goldes Fluch
- 1917: Königliche Bettler
- 1917: Der Schloßherr von Hohenstein
- 1917: Rennfieber
- 1917: Die zweite Frau
- 1917/18: Es werde Licht! (4 Teile)
- 1918: Der ewige Zweifel
- 1918: Das Dreimäderlhaus
- 1918: Der lebende Leichnam
- 1918: Das Tagebuch einer Verlorenen
- 1918: Dida Ibsens Geschichte
- 1918: Jettchen Geberts Geschichte (2 Teile)
- 1918: Das Kainszeichen
- 1919: Die Prostitution (2 Teile)
- 1919: Die Arche
- 1919: Die Reise um die Erde in 80 Tagen
- 1919: Anders als die Andern
- 1919: Unheimliche Geschichten
- 1919: Die letzten Menschen
- 1920: Nachtgestalten
- 1920: Der Reigen
- 1920: Das vierte Gebot
- 1920: Manolescus Memoiren (Regie, Drehbuch, Produktion)
- 1920: Ewiger Strom (Produktion)
- 1920: Kurfürstendamm
- 1920: Die Geheimnisse von London
- 1921: Die Liebschaften des Hektor Dalmore
- 1921: Das Haus in der Dragonergasse
- 1921: Lady Hamilton
- 1922: Lucrezia Borgia
- 1923: Paganini (Produktion)
- 1923: Erdgeist (Produktion)
- 1924: Carlos und Elisabeth
- 1924: Lumpen und Seide
- 1925: Die Frau von vierzig Jahren
- 1925: Halbseide
- 1925: Vorderhaus und Hinterhaus
- 1926: Dürfen wir schweigen?
- 1926: Im weißen Rößl
- 1926: Als ich wiederkam
- 1926: Wir sind vom K. u. K. Infanterie-Regiment
- 1926: Eine tolle Nacht
- 1927: Feme
- 1927: Gehetzte Frauen
- 1927: Funkzauber
- 1927: Dr. Bessels Verwandlung
- 1928: Die Rothausgasse
- 1928: Villa Falconieri
- 1929: Cagliostro
- 1929: Frühlings Erwachen
- 1929: Die Herrin und ihr Knecht
- 1929: Der Hund von Baskerville
- 1929: Ehe in Not
- 1930: Alraune
- 1930: Wien, du Stadt der Lieder
- 1930: Die zärtlichen Verwandten
- 1930: Dreyfus
- 1931: 1914, die letzten Tage vor dem Weltbrand
- 1931: Schuberts Frühlingstraum
- 1931: Der Hauptmann von Köpenick
- 1931: Arm wie eine Kirchenmaus
- 1931: Viktoria und ihr Husar
- 1932: Gräfin Mariza
- 1932: Unheimliche Geschichten
- 1933: Ganovenehre
- 1933: Die Blume von Hawaii
- 1933: Ein Lied geht um die Welt
- 1933: Abenteuer am Lido
- 1933: Wenn du jung bist, gehört dir die Welt
- 1934: Die bleiche Bet (Bleeke Bet)
- 1934: My Song Goes Round the World
- 1936: Heut’ ist der schönste Tag in meinem Leben
- 1938: Sturm über Asien (Tempête sur l'Asie)
- 1941/45: I Was a Criminal
- 1942: Isle of Missing Men
- 1949: The Lovable Cheat
- 1951: The Last Half Hour: The Mayerling Story (TV)